# Liên Châu, Thanh Oai
Liên Châu là một xã thuộc huyện Thanh Oai, thành phố Hà Nội, Việt Nam.
Xã Liên Châu có diện tích 6,29 km², dân số năm 1999 là 7.079 người, mật độ dân số đạt 1.125 người/km². Đây là xã có Dự án đường trục phía nam Hà Nội đi qua.